# 西略里戈德列瓦纳
西略里戈德列瓦纳，是西班牙坎塔布里亚的一个市镇。总面积105平方公里，总人口1089人（2001年），人口密度10人/平方公里。